# Castello del Goceano (Burgos)
Il castello del Goceano (oggi noto anche come Castello di Burgos) è un edificio fortificato situato in cima ad una rupe granitica presso Burgos in Sardegna, nella sub-regione storica del Goceano.

## Struttura
Il castello, che sorge su un picco granitico ai piedi del monte Rasu a 647 m s.l.m., è composto da una triplice cinta muraria, dai muri perimetrali (che circondano un cortile interno) e dalla grande torre maestra che supera i 15 metri d'altezza.

## Storia

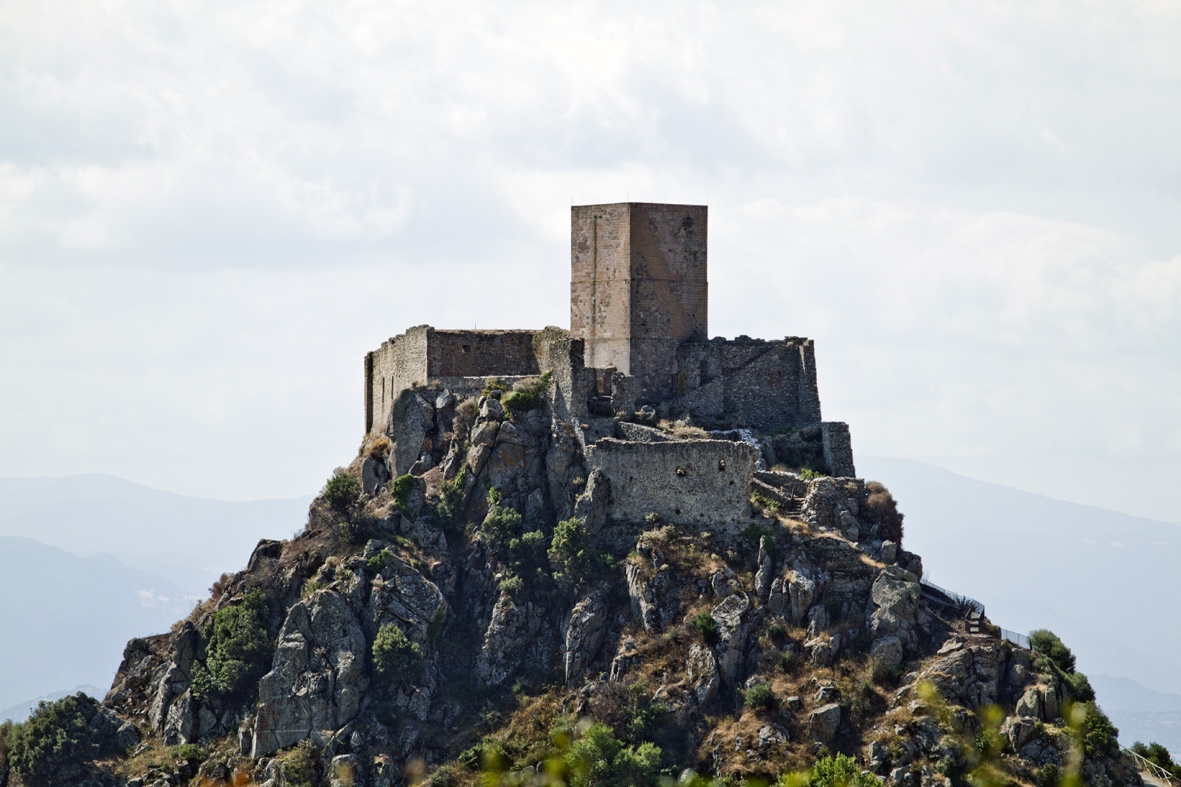
Castello di Burgos

Venne probabilmente edificato durante la prima metà del XII secolo per volere del giudice di Torres Gonnario II de Lacon-Gunale.
Nel 1194, durante la guerra fra il giudicato di Torres e il giudicato di Cagliari, il giudice calaritano Guglielmo I Salusio IV, dopo aver preso di assalto il castello, secondo alcune fonti commise violenza carnale nei confronti della moglie del giudice turritano, la catalana Prunisinda, che perì di lì a poco a Santa Igia.
Successivamente il castello passò per un breve periodo nelle mani di Pisa, ma venne rioccupato dal giudicato di Torres. Nel 1233, alla morte di Barisone III di Torres, la sorella Adelasia di Torres, sposò Enzo di Hohenstaufen, figlio dell'imperatore Federico II, che divenne Re di Sardegna. Il matrimonio durò poco perché alla cattura di Enzo da parte dei bolognesi, Adelasia si ritirò nel castello in prigionia volontaria fino alla sua morte.
Il castello passò poi con alterne vicende ai Genovesi, al ramo sardo dei Doria e ai giudici di Arborea, in particolare a Mariano IV, che nel 1336 fondò il villaggio omonimo. Infine passò agli Aragonesi che lo abbandonarono lasciandolo in rovina.

## Bibliografia

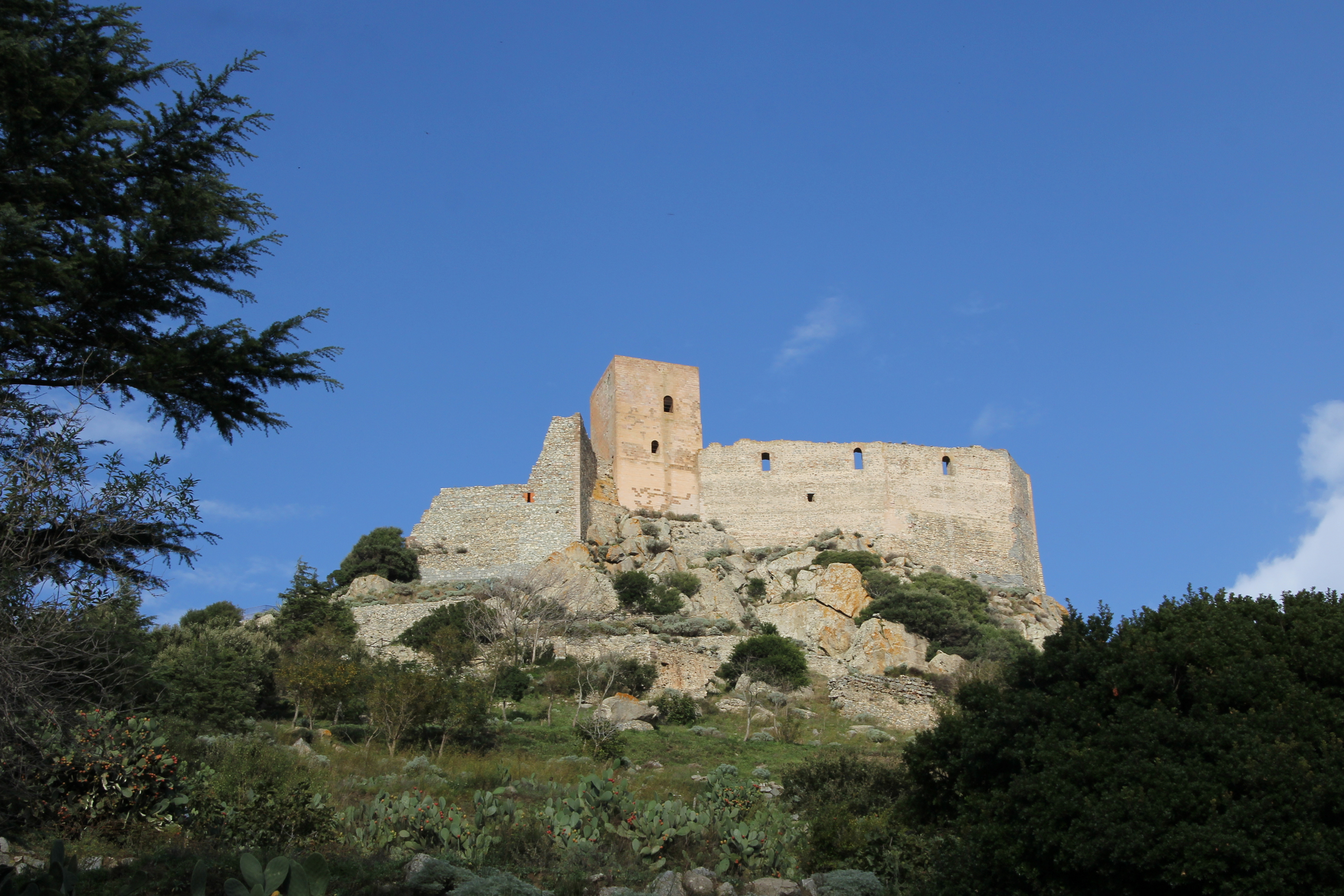
Il castello